# Alyssa Nicole Pallett
Alyssa Nicole Pallett (8 de octubre de 1985) es una modelo de glamour y actriz canadiense. Su carrera se ha desarrollado principalmente en Reino Unido, modelando para fotógrafos reconocidos como Patrick Demarchelier y el fotógrafo de Playboy, Josh Ryan.
También es socia fundadora de la tienda vintage «The Sweet Ones».

## Biografía
Pallett nació en San Juan de Terranova y creció en el sur de Ontario. Estudió realización cinematográfica en la New York Film Academy en Londres y en Nueva York. También estudió interpretación en Nueva York en el Stella Adler Conservatory.

## The Sweet Ones
En 2009 a la edad de 24 años, Pallett abrió la tienda vintage «The Sweet Ones» en el este de Manhattan. El establecimiento fue elogiado por algunos críticos de moda y apareció en revistas como la japonesa Harper's Bazaar, la Nylon Style Guide y Papermag.com. Time Out New York seleccionó la tienda para su edición de «Best Indie Shops» en 2010 y fue nombrada como elección de la crítica en el New York Magazine.

## Carrera como modelo y actriz

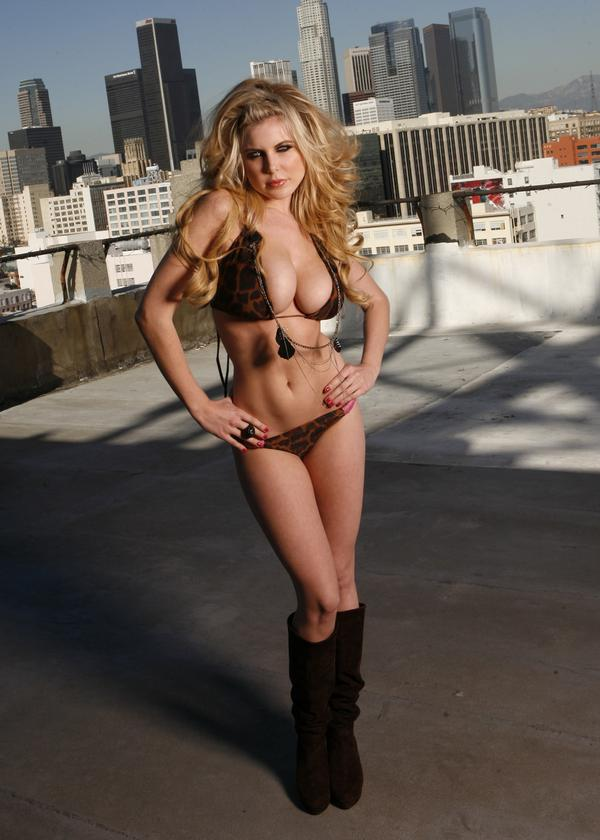
Reina de la jungla de concreto.

Pallett fue conocida por primera vez por su aparición en la película de 2006, American Pie 5: The Naked Mile.
En 2008, Pallett firmó con la Samantha Bond Agency en el Reino Unido, agencia conocida por haber descubierto a la modelo «Jordan» (Katie Price) y por las serie de la BBC Three Glamour Girls. Posó para el fotógrafo de Vogue Patrick Demarchelier y, en 2009, apareció en The Girls Next Door del canal E! tras haber posado para «Girls of Toronto» de Playboy. En enero de 2010, fue seleccionada para «Girlwatcher» de Playboy.